# Бульбоплоди
Бульбапло́ди — узагальнена назва сільськогосподарських культур, у яких їстівною частиною є бульба — потовщене підземне пагонове або кореневе утворення, що виконує функцію запасання поживних речовин. Бульбаплоди використовуються в їжу, як кормові культури, а також у технічних цілях.

## Визначення
На відміну від коренеплодів, де їстівною частиною є головним чином корінь, у бульбаплодів переважає видозмінене стебло (наприклад, у картоплі) або спеціалізоване підземне утворення, що має вузли, бруньки й вегетативні ознаки пагонів.

## Приклади бульбаплодів
Найбільш поширеними бульбаплодами є:
- Картопля (Solanum tuberosum) — найвідоміший у світі бульбаплід, основне джерело вуглеводів у багатьох країнах.
- Топінамбур (земляна груша, Helianthus tuberosus) — багаторічна рослина родини айстрові, багата на інулін.
- Ямс (Dioscorea spp.) — тропічна культура з великими поживними бульбами.
- Цикламен — декоративна рослина, що також утворює бульби (отруйна).

## Вирощування
Більшість бульбаплодів вирощуються у відкритому ґрунті. Вони вимагають родючого, добре дренованого ґрунту та помірної кількості вологи. Розмножуються переважно вегетативно — бульбами або їхніми частинами.

## Харчове значення
Бульбаплоди є джерелом:
- крохмалю
- клітковини
- вітамінів B і C
- мінералів (калій, фосфор)

Завдяки високій енергетичній цінності вони є важливою частиною раціону в різних регіонах світу.

## Відмінність від коренеплодів
Хоча й бульбаплоди, і коренеплоди ростуть під землею, вони мають анатомічні та морфологічні відмінності:
- Бульба — це видозмінене пагонове утворення (має вузли, бруньки)
- Коренеплід — це потовщений головний корінь без пагонових ознак

## Використання
- У харчовій промисловості (виробництво крохмалю, чіпсів, пюре)
- У кормовиробництві (топінамбур, картопляні відходи)
- У медицині (інулін з топінамбура)
- У косметиці (екстракти бульб деяких рослин)

## Цікаві факти
- Картопля є четвертою за важливістю продовольчою культурою у світі після рису, пшениці та кукурудзи.
- У деяких країнах бульбаплоди замінюють зернові як основне джерело калорій.